# 불문법
불문법(不文法, 영어: oral law)은 법규범의 존재 형식이 제정되지 않은 법체계에 의하는 것을 말한다. 일정한 제정 절차를 거치지 않고 형성된 법으로, '비제정법'이라고도 한다. 즉 성문법(일정한 법 제정 절차를 거쳐 문서의 형식으로 만들어진 법)에 대비되는 개념이다. 영미법계에서 주된 법원(法源)으로 인정받지만, 대륙법계에서는 일반적으로 보충적 법원으로 간주된다. 고등학교 정치와법 교과서는 140쪽에서 불문법의 예시로 관습법과 판례법을 나열하고 있다.

## 실정법과 불문법
법질서는 크게 형식에 맞게 문자를 이용해 편찬된 실정법과 불문법으로 분류된다.
원래 인간은 책에 문자를 써서 법률을 만들기 이전부터 공동체의 규범이 존재해 왔으므로, 실정법보다는 불문법이 보다 근본적인 규범이었다. 그러나 불문법은 불명확하기 때문에 법적 안정성을 해치곤 했다. 법학이 발달하면서, 점차 실정법이 규범의 주류가 되었다.
실정법과 불문법 중 어떤 것이 더 상위의 법률인가에 대한 질문은 2000년이 넘은 논의로서, 고대 그리스의 철학자들로부터 현재까지 그 논의는 계속되고 있다. 불문법인 자연법이 더 우월하다는 자연법론과 실정법이 더 우월하거나 또는 자연법이란 존재 자체를 인정할 수 없다는 법실증주의의 대립이다.
불문법에는 관습법과 판례법이 대표적이다. 예를 들면, 국제법은 국제조약과 국제관습법으로 구성된다. 헌법은 실정헌법과 관습헌법으로 구성된다. 민법도 실정민법과 관습민법으로 구성된다. 형법도 실정형법과 관습형법으로 구성된다.

## 불문법의 종류
- 관습법-국회 등 입법기관에 의하여 제정되어 문서로 작성되어 있지 않고 일상생활에서 관습에 의하여 행하여지는 불문법이다.
- 위헌결정-해당 법률이 헌법재판소에서 위헌판결이 나서 효력을 상실하게 되는 불문법이다.
- 판례법-법원에서 재판을 하여 매번 같은 판결이 반복됨으로써 문서로 적혀 제정되지 않은 채 계속 적용되는 불문법이다.
- 조리-도덕성등을 이유로 사물의 이치에 맞도록 선량한 풍속이나 사회질서를 이유로 최종적으로 의지해야 하는 불문법이다.

## 같이 보기
- 영미법
- 관습법
- 하디스
- 법학
- 계시
- 헌법